# 懶方尾鯰
懶方尾鯰，為輻鰭魚綱鯰形目粒鯰科的其中一種，為熱帶淡水魚，分布於亞洲印尼蘇門答臘淡水流域，體長可達7.5公分，棲息在底層水域，生活習性不明。